# Dimataling
Dimataling là một đô thị cấp bốn ở tỉnh Zamboanga del Sur, Philippines. Theo điều tra dân số năm 2000, đô thị này có dân số 25.843 người trong 4.949 hộ.

## Các đơn vị hành chính
Dimataling, về mặt hành chính, được chia thành 24 khu phố (barangay).
| - Bacayawan - Baha - Balanagan - Baluno - Binuay - Buburay - Grap - Josefina - Kagawasan - Lalab - Libertad - Magahis | - Mahayag - Mercedes - Poblacion - Saloagan - San Roque - Sugbay Uno - Sumbato - Sumpot - Tinggabulong - Tiniguangan - Tipangi - Upper Ludiong |